# Pseudugia bistriata
Pseudugia bistriata là một loài bướm đêm trong họ Noctuidae.